# 374 Burgundia
374 Burgundia eller 1893 AK är en asteroid i huvudbältet, som upptäcktes 18 september 1893 av den franske astronomen Auguste Charlois. Den har fått sitt namn efter den tidigare franska regionen Bourgogne.
Asteroiden har en diameter på ungefär 44 kilometer.